# Chantal Duguay Mallet
Œuvres principales
Sous mon arbre (2018), Sous ma roche (2015), Sous mon lit (2013), Des yeux couleur de mer (2008) Un an au couvent (a venir)
Chantal Duguay Mallet, née en 1958, est une auteure acadienne et une enseignante.

## Biographie
Originaire de Lamèque, Nouveau-Brunswick (Canada), Chantal Duguay Mallet est une écrivaine et enseignante à l'école Sainte-Anne en 6e année. Diplômée de l'école Marie-Esther à Shippagan, elle obtient ensuite le Baccalauréat en éducation de l’Université de Moncton. Elle habite présentement à Fredericton, Nouveau-Brunswick, Canada. 
À l’École Sainte-Anne, elle initie un projet d’écriture, menant à la publication locale des livres, écrits et illustrés par les élèves de 6e année. 
Enthousiaste de la langue française, elle a rédigé et mis en scène plusieurs textes dramatiques pour les jeunes. Dans une entrevue à Radio-Canada/Acadie Nouvelle, l’auteure mentionne: « J’écris les pièces, mais certaines années, ce sont les élèves eux-mêmes qui les écrivent ». Avec ses élèves, elle présentait ses pièces de théâtre au Festival Jeunesse de théâtre en Acadie . Dans la salle de classe, elle utilise des marionnettes comme outils pédagogiques. 
Elle est aussi la présidente de la Commission de la Bibliothèque Dre-Marguerite-Michaud, la seule bibliothèque francophone de la région de Fredericton, où elle est impliquée directement en présentation et défense des intérêts de la bibliothèque, promotion de la bibliothèque dans la communauté, agit à titre d’une conseillère et s’assure que les services offerts par la bibliothèque répondent aux besoins de la communauté. 
Chantal Duguay Mallet est reconnue par l’originalité, et la nature poétique et rythmée de son style d'écriture. À travers ses albums, l'auteure néo-brunswickoise vise enrichir le vocabulaire des jeunes lecteurs de mots et de rimes amusantes. Ses livres font souvent partie de coups de cœurs et des suggestions des professionnels du milieu et des libraires,,. Son livre "Sous mon lit" a été offert dans le cadre du programme "Une naissance un livre", dans les paniers de naissance, distribués dans les hôpitaux du Nouveau-Brunswick
. 
En 2020, l'écrivaine travaille sur son quatrième album de la série SOUS et sur son premier roman historique.

## Prix et distinctions
Elle détient plusieurs prix d’excellence, notamment, du Ministère de l'Éducation et du Développement de la petite enfance du Nouveau-Brunswick, de l'Association des enseignants de langue française du NB, un prix national pour l’enseignement au primaire.

## Ouvrages
- Sous mon arbre, Bouton d'or Acadie, 2018
- Sous ma roche, Bouton d'or Acadie, 2015
- Sous mon lit, Bouton d'or Acadie, 2013
- Des yeux couleur de mer, Les Éditions Karo, 2008